# Nauczycielka angielskiego
Nauczycielka angielskiego (ang. The English Teacher) – amerykański komediodramat z 2013 roku w reżyserii Craiga Ziska. Wyprodukowany przez wytwórnię Cinedigm Entertainment i Tribeca Film.
Premiera filmu miała miejsce 26 kwietnia 2013 roku podczas Festiwalu Filmowego w Tribece. Trzy tygodnie później premiera filmu odbyła się 17 maja 2013 roku w Stanach Zjednoczonych.

## Opis fabuły
Nauczycielka Linda Sinclair (Julianne Moore) żyje w samotności. Spotyka swojego dawnego ucznia, Jasona (Michael Angarano). Załamany niepowodzeniem chłopak porzucił marzenie o byciu dramatopisarzem. Linda chce pomóc mu uwierzyć w swój talent.

## Obsada
Źródło: Filmweb
- Julianne Moore jako Linda Sinclair
- Greg Kinnear jako doktor Tom Sherwood
- Lily Collins jako Halle Anderson
- Michael Angarano jako Jason Sherwood
- Nathan Lane jako Carl Kapinas
- Nikki Blonsky jako Shelia
- Charlie Saxton jako Will Traynor
- Remy Auberjonois jako biznesmen
- Erin Wilhelmi jako Joni Gerber
- Peter Y. Kim jako Mike
- Sophie Curtis jako Fallon Hughes
- Alan Aisenberg jako Benjamin Meyer
- Alexander Flores jako Ed Mckee

i inni